# Mixtape
Pour les articles homonymes, voir Mixtape (homonymie).
 (février 2016).
Si vous disposez d'ouvrages ou d'articles de référence ou si vous connaissez des sites web de qualité traitant du thème abordé ici, merci de compléter l'article en donnant les références utiles à sa vérifiabilité et en les liant à la section « Notes et références ».

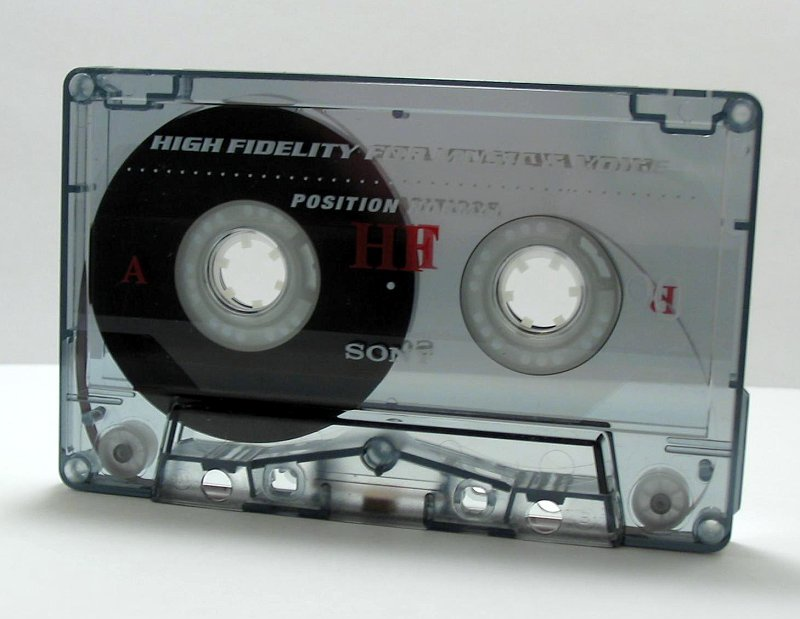
Cassette audio — Aujourd'hui la plupart des mixtapes sont au format CD ou numérique.

Une mixtape est une compilation de chansons — ou autre type de pistes audio — enregistrées dans un ordre spécifique, originellement sur cassette audio principalement. Dans les années 1980, il est devenu courant de synchroniser le tempo des pistes et d'utiliser le principe du fondu enchaîné sonore.
Les mixtapes sont apparues aux États-Unis dans le commerce parallèle à la fin des années 1960. Vendues au marché noir et dans les stations-service, il s'agissait la plupart du temps de compilations reprenant les plus grands succès commerciaux de l'année. Ces enregistrements se vendaient surtout à l'approche de Noël.
Avec l'avènement de la haute fidélité domestique et de l'enregistrement numérique, les compilations sur support disque compact et au format MP3 ont peu à peu supplanté les traditionnelles cassettes analogiques. Cependant, le terme mixtape, dans lequel tape (« bande ») fait précisément référence à l'usage d'une bande magnétique, est demeuré d'usage courant. Ainsi, dans cet article, le terme n'est pas à prendre au sens littéral et servira à désigner tout type de compilation audio quel que soit le support employé (disque compact, MP3, MiniDisc, etc.).
Une mixtape est généralement le reflet des goûts musicaux du compileur. Il peut s'agir d'une sélection de certains de ses morceaux favoris, d'un mélange conceptuel de chansons liées par une thématique ou une ambiance communes, ou encore d'une élaboration très personnelle taillée sur mesures par son créateur. Ainsi, certains inconditionnels de la mixtape considèrent que de la sélection et de l'ordonnancement rigoureux des titres sur ce genre de support peut découler une affirmation artistique plus évocatrice de la globalité de l'œuvre d'un artiste qu'une somme de morceaux pris individuellement - de la même façon qu'un album des Beatles peut être considéré comme plus qu'une simple succession de singles.
Dans la culture hip hop et R&B, une mixtape décrit souvent un album auto-produit ou indépendant réalisé gratuitement pour gagner en visibilité ou pour éviter de possibles violations de droits d'auteur. Cependant, le terme a également été utilisé pour des albums lucratifs dans les années 2010, et la frontière entre une mixtape et un album studio est devenue de plus en plus floue.

## Histoire

### Origines et succès
Les mixtapes faites maison sont devenues courantes dans les années 1980. Bien que la cassette audio développée par Philips apparaisse dès 1963 à Berlin, sa qualité sonore n'était à l'époque pas encore assez bonne pour la considérer comme un support d'enregistrement satisfaisant, du moins tant que des progrès dans son élaboration technique n'étaient pas réalisés. Ce sera chose faite avec l'avènement du chrome et des bandes métalliques. Avant l'apparition de la cassette audio, la création de compilations musicales nécessitait l'emploi d'un matériel très onéreux et complexe, comme les lecteurs-enregistreurs dits « reel-to-reel », sur lesquels la bande passe intégralement d'une bobine à une autre, ou encore les lecteurs-enregistreurs 8 pistes, deux systèmes peu adaptés à un usage domestique. Tandis que la cassette audio gagnait en portabilité et en popularité, les problèmes techniques se sont réduits d'autant, jusqu'au point où il a suffi pour créer une mixtape de disposer d'un lecteur-enregistreur de cassettes audio relié à une source de musique préenregistrée, comme un tuner radio ou une platine vinyle. 
La cassette audio étant à l'origine uniquement monophonique, puisque destinée à des enregistrements vocaux, par exemple dans un dictaphone de bureau, la cartouche 8 pistes est tout de même restée populaire pour les enregistrements musicaux durant les années 1960. Mais les améliorations techniques constantes ont fini par imposer la cassette comme un acteur majeur du secteur. Sa présence de longue date sur le marché et la meilleure qualité des enregistreurs domestiques au service de l'utilisateur amateur l'ont finalement imposée comme le format à bande dominant, au point que les cartouches 8 pistes ont rapidement disparu au début des années 1980. La croissance du phénomène mixtape a également été fortement accélérée par la qualité et la popularité croissantes des autoradios, et par l'introduction du Walkman de Sony en 1979.

### Usage commercial
Il est nécessaire de distinguer la mixtape « privée », généralement conçue pour un auditeur spécifique ou à l'occasion d'un événement social privé, de la mixtape « publique » dite « party tape », qui consiste en un enregistrement d'une performance de disc jockey destinée à être distribuée à de multiples individus dans le commerce. Dans les années 1970, des DJ tels que Grandmaster Flash, Afrika Bambaataa and the Soulsonic Force, Kool Herc and the Herculoids, DJ Breakout, the Funky Four, et DJ Hollywood ont souvent distribué des enregistrements de leurs performances sur cassette audio, ainsi que des enregistrements personnalisés souvent vendus à des prix prohibitifs, destinés pour leur part à des acquéreurs uniques. Un article du 12 octobre 1974 du magazine Billboard rapporte que « les bandes (ou mixtapes) étaient originellement réalisées par les DJ pour servir de palliatif lorsqu'ils n'avaient pas de platine microsillon sous la main. 
Les bandes représentent la conception personnelle de chaque DJ de la programmation, du placement et du séquencement des morceaux (…). La musique peut être écoutée sans interruption. Des enregistrements de une à trois heures se vendent partout pour 30 à 75 $, principalement en reel-to-reel, mais de plus en plus sur cartouche ou cassette. ». Les propriétaires de clubs, tout comme les DJ, préparaient souvent de telles bandes afin de les vendre.
Si dans le hip-hop des années 1970 les mixtapes consistent principalement en des enregistrements de DJ sets ou de freestyles enregistrés en live ; dans les années 90, les mixtapes deviennent des compilations organisées par le producteur des titres destinées à promouvoir des rappeurs prometteurs.

### Avènement du CD audio

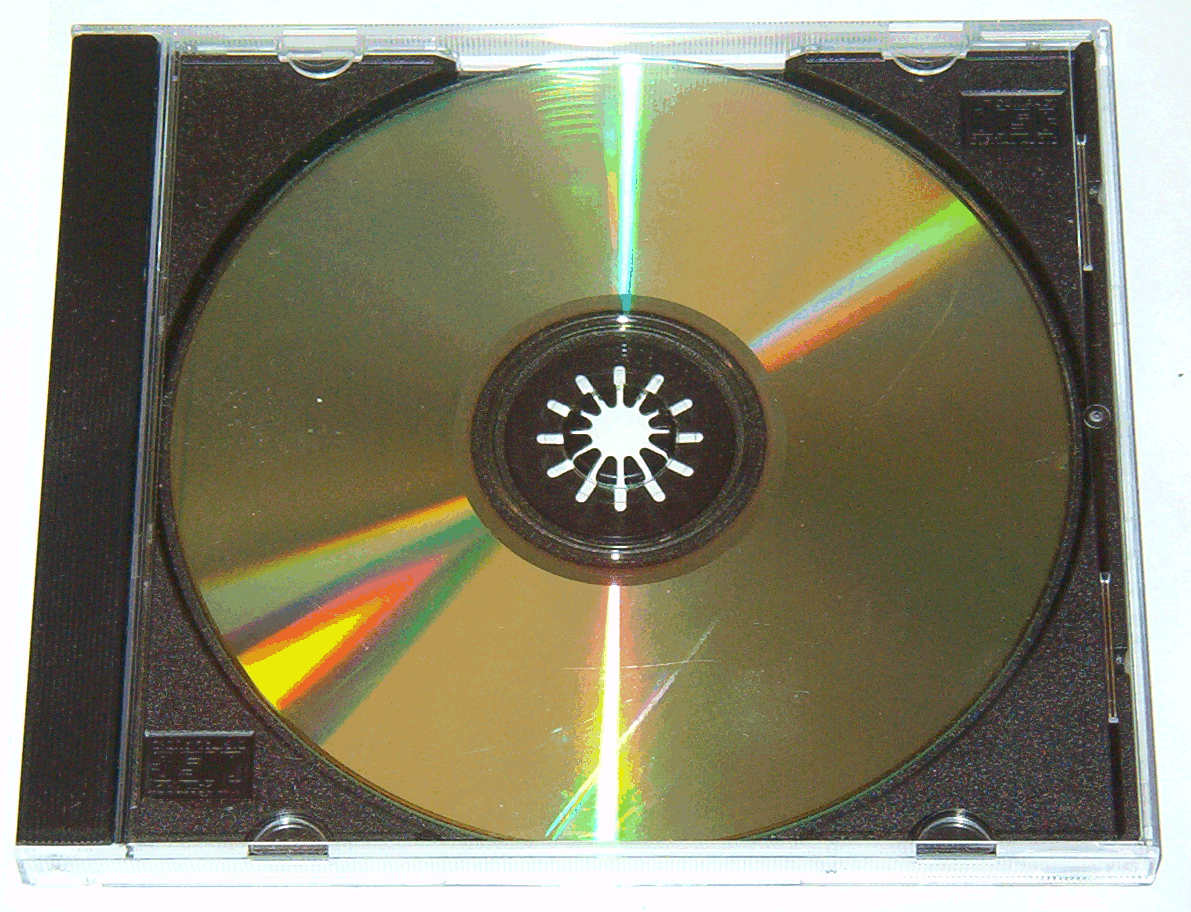
Disque compact enregistrable.

Dans les années 1980, les mixtapes deviennent un élément hautement reconnaissable de la culture des adolescents. Cependant, la disponibilité accrue des graveurs de disques compacts audio et des lecteurs MP3 en voiture et à la maison ont peu à peu fait tomber la cassette audio en désuétude en tant que support pour l'élaboration de mixtapes domestiques. Le point d'orgue de la culture traditionnelle liée à la mixtape a certainement été la publication, en 1995, du roman de Nick Hornby intitulé Haute Fidélité et adapté au cinéma en 2000 par Stephen Frears. Depuis lors, les mixtapes ont été majoritairement remplacées par les compilations sur CD audio et par les listes de lecture partagées de fichiers au format MP3, plus durables, pouvant comprendre plus de titres, et ne requérant que quelques minutes de préparation. Les enregistrements sur cassette audio depuis un autre type de source doivent se faire en temps réel, à la vitesse d'écoute de la source. Les derniers lecteurs-enregistreurs mis sur le marché permettaient cependant d'accélérer la copie de cassette à cassette d'un facteur 2 ou 3, au détriment de la qualité. 
Si certains amateurs de mixtapes regrettent la disparition de la cassette audio, d'autres concèdent que la praticité du support CD a étendu les possibilités et la facilité d'accès à ce style de création, comme l'indique le récent retour sur le marché de mixtapes diffusées par des clubs célèbres. D'autres encore sont enthousiasmés par le potentiel du CD pour créer des mixes continus et de longue durée et par la liberté artistique permise par le format de la pochette.
Dans le monde du hip-hop des années 2000, les mixtapes CD représentent une part importante de la production musicale de l'époque, et contiennent généralement des remixes inédits, des aperçus de morceaux prévus pour de futurs albums, des freestyles et des inédits. Elles violent régulièrement le droit d'auteur, mais sont généralement tolérées par les maisons de disques qui y voient un bon outil promotionnel. Certains labels tentent même de sortir des mixtapes respectant le droit d'auteur, avec des DJ tels que DJ Clue? et DJ Kay Slay. Cependant, au milieu des années 2000, plusieurs vendeurs de mixtapes sont arrêtés pour leur caractère illégal, la Recording Industry Association of America arguant qu'il n'y a pas de différence entre les mixtapes et les CD de contrefaçon. Ces arrestations culminent jusqu'à l'arrestation des DJ Don Cannon et DJ Drama, deux grandes figures de la production de mixtapes hip-hop, ayant collaboré avec plusieurs rappeurs tels que T.I. et Lil Wayne.

### Basculement à l'ère du format digital

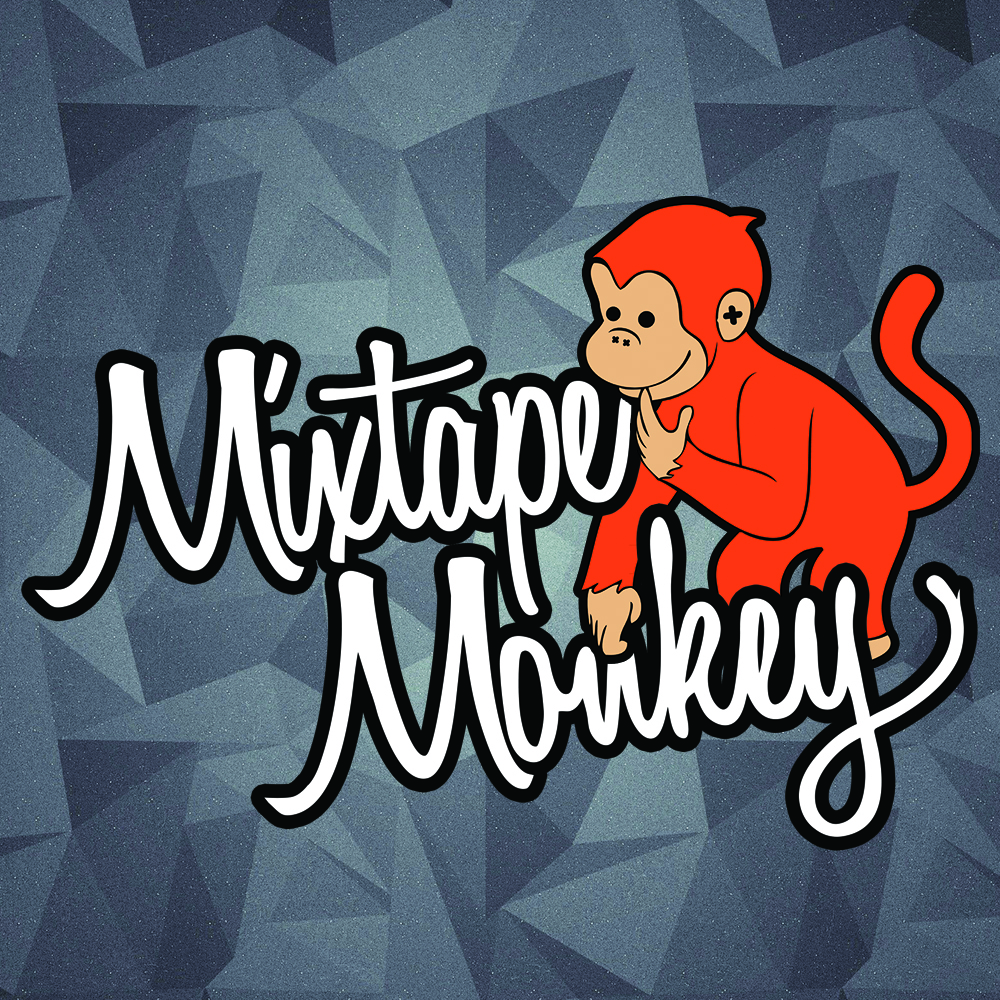
Logo de MixtapeMonkey, un site de téléchargement de mixtapes.

Suivant les arrestations de marchands et DJ de mixtapes durant les années 2000 aux États-Unis, beaucoup d'artistes de mixtapes se tournent vers les plateformes de téléchargement gratuit afin de publier leurs mixtapes.
En 2005, l'homme d'affaires américain Marcus Frasier fonde le site DatPiff, dédié au téléchargement de mixtapes gratuites. En 2008, il ouvre le téléversement de mixtapes à tous les utilisateurs, sur le modèle de YouTube. D'après Complex, plusieurs mixtapes publiées sur le site sont devenues parmi les plus populaires et les plus influentes des années 2010. Plus récemment, le site SoundCloud a également servi pour l'hébergement de mixtapes en ligne.
En 2019, Pacific Standard s'inquiète de la tâche difficile que représente l'archivage des mixtapes à l'ère du dématérialisé. Ainsi, sur 17 000 mixtapes répertoriées par l'Internet Archive en 2019, 5 000 sont désormais considérées comme perdues ; et la plupart des mixtapes répertoriées par l'organisation sont postérieures à 2008. La plupart des entreprises d'archivage de mixtapes sont organisées par des amateurs.
Avec l'avènement des plateformes de streaming musical, les sites spécialisées dans les mixtapes perdent en popularité. Plusieurs mixtapes sorties sur ces sites ressortent sur des plateformes comme Spotify. Cependant, les ressorties sur ces plateformes mènent à la suppression de certains morceaux de mixtapes en raison de leur non-respect du droit d'auteur. Le Fader craint ainsi que « notre mémoire culturelle pourrait finir par être déformée et dictée par les catalogues de streaming ». En 2023, DatPiff et Spinrilla, des sites majeurs d'hébergement de mixtapes, ferment.

### Productions assimilées
Depuis les années 2000, les sites Internet concernés de près par la musique électronique distribuent des mixes au format numérique. Ils sont généralement constitués de performances live de DJ, fait de pistes synchronisées, utilisées par leurs créateurs pour démontrer leur talent aux auditeurs. Quelques émissions de radio sont également spécialisées dans la diffusion de sessions de mix, comme The Breezeblock et The Solid Steel Show de la BBC Radio 1.
Additionnellement, certains DJ comme DJ Spooky, Grandmixer JulianG, DJ Z-Trip, DJ Shadow, The Avalanches, Moby ou encore RJD2 ont connu le succès en créant de nouvelles chansons combinant des fragments de morceaux déjà existants, lesquels n'appartiennent pas nécessairement au même genre musical. Le résultat, appelé remix, peut être vu comme une évolution de la mixtape, en ce qu'il s'approprie des morceaux existants pour leur donner une nouvelle signification, de par leur superposition, mais d'une façon plus intégrée. Cette pratique est dérivée de l'usage de boucles musicales comme fond sonore pour la partie rythmique de la musique hip-hop. 

## Différence avec la compilation
De nombreuses compilations distribuées dans le commerce semblent partager leurs caractéristiques principales avec les mixtapes. Comme de nombreux mixes réalisés par des particuliers, un grand nombre des tout  premiers albums de pop au format 33t n'étaient qu'une collection de titres ayant connu le succès à l'époque. Inspiré par le travail, alors très populaire, des DJs en club, l'album Disco Par-r-r-ty, sorti aux États-Unis en 1974, en est un bon exemple. Il comporte, entre autres, des succès de James Brown, Mandrill et Barry White. Cependant, il convient de noter que comme les créateurs de telles compilations demeurent inconnus du public, le concept cadre mal avec la mixtape domestique, reflet des goûts musicaux d'une personne. 
Alors que les éditeurs de compilations du commerce restent discrets sur les choix qui les poussent à inclure tel ou tel morceau à telle ou telle place, la compilation façon mixtape est directement associée aux influences de son créateur. Ainsi, les cafés Starbucks aux États-Unis proposent des compilations sur CD nommées Artist's Choice, élaborées par des artistes comme Johnny Cash, Tony Bennett ou encore Sheryl Crow. De la même façon, le magasin en ligne d'Apple, l'iTunes Store, propose des listes de lecture préparées par des célébrités et qui ne sont ni plus, ni moins que des mixtapes à télécharger.